# 横浜市立美しが丘中学校
横浜市立美しが丘中学校（よこはましりつ うつくしがおかちゅうがっこう）は、神奈川県横浜市青葉区にある公立の中学校である。山内中学校から分離した。校舎は1978年まで美しが丘小学校の北分校として利用されていたものである。

## 概要
- 開校日　1979年4月1日

第1期生及び第2期生までは学生服であったが、第3期生よりオリジナルのブレザーとなった。
昼食は弁当持参形式であり、給食施設はなく、校内及び学校周辺にパン類等の販売店舗もないことから、弁当を忘れるとかなりひもじい思いをすることとなる。この点が分離前の山内中学校時代との大きな違いであった。しかし近年では、後日100円払うという条件のもと、パックご飯とふりかけを与えるなどの対策がされている。また、2021年から自動販売機が設置された。

## 行事
- 合唱コンクール
- 文化祭
- 体育大会

2004年度から文化祭と体育祭は毎年行われるようになった。

## 主な進学高校
2005年度からの学区撤廃以前は『横浜北部学区』に属していた。
旧学区内の県立高校は：
- 神奈川県立市ヶ尾高等学校
- 神奈川県立荏田高等学校
- 神奈川県立川和高等学校
- 神奈川県立霧が丘高等学校
- 神奈川県立新栄高等学校
- 神奈川県立田奈高等学校
- 神奈川県立白山高等学校
- 神奈川県立元石川高等学校

近年では公立高校よりも私立高校への進学者が多く、とりわけ都内の私立高校への進学者が多いのが特徴である。例年、早慶付属高校や開成・国立大付属高に合格者を輩出している。